# 須藤廣
須藤 廣（すどう ひろし、1953年 - ）は日本の社会学者。法政大学大学院政策創造研究科教授。北九州市立大学文学部名誉教授。専門は観光社会学、文化社会学、社会意識論、観光化による社会的インパクト、消費社会論。

## 略歴
1953（昭和28）年栃木県足利市生まれ。東京外国語大学英米語学科卒。日本大学大学院人文科学研究科社会学専攻博士後期課程単位取得満期退学。北九州市立大学文学部人間関係学科教授を経て、法政大学大学院政策創造研究科教授。

## 近年の研究活動
おもにアジア諸地域の少数民族居住区における観光化とそれが住民に与える諸影響についての調査研究を継続的に行っている。近年は北九州市門司区にある門司港レトロ地区における観光客等の意識調査を学生たちとともに定期的に実施するかたわら、その調査研究の一環として、同区栄町銀天街内の物品販売および展示施設「昭和レトロ館」（現・「モノはうす」の運営に協力している。

## 著書

### 単著
- 『観光化する社会―観光社会学の理論と応用』、ナカニシヤ出版　（2008年）　ISBN 9784779502569
- 『看護と介護のための社会学』、明石書店　（2006年）　ISBN 9784750323121

### 共著
- 『観光社会学―ツーリズム研究の冒険的試み』　須藤廣・遠藤英樹、 明石書店　（2005年）　ISBN 9784750321189

### 翻訳(共訳)
- 『ポスト・モダニティの社会学 (叢書・ウニベルシタス)』　スコット・ラッシュ (原著), 田中義久(監訳)　須藤廣／佐幸信介／清水瑞久／宮沢昭男(共訳)、法政大学出版局　（1997年）　ISBN 9784588005633

### 編著
- 『高校生のジェンダーとセクシュアリティ―自己決定による新しい共生社会のために』、　明石書店　（2002年）　ISBN 9784750316376